# Rhopus piso
Rhopus piso är en stekelart som först beskrevs av Walker 1838.  Rhopus piso ingår i släktet Rhopus och familjen sköldlussteklar. Arten är reproducerande i Sverige. Inga underarter finns listade i Catalogue of Life.